# Anopheles barbumbrosus
Anopheles barbumbrosus är en tvåvingeart som beskrevs av Hugh Edwin Strickland och Chowdhury 1927. Anopheles barbumbrosus ingår i släktet Anopheles och familjen stickmyggor. Inga underarter finns listade i Catalogue of Life.